# Rio Rancho Events Center
Le Rio Rancho Events Center est une salle omnisports américain située à Rio Rancho, banlieue nord d'Albuquerque au Nouveau-Mexique.
L'enceinte peut servir pour différents sports, tels que le football américain en salle, le soccer, le basket-ball, le hockey sur glace, le catch ou encore les rodéos.
Le stade sert d'enceinte à domicile à l'équipe de soccer indoor des Runners du Nouveau-Mexique.

## Histoire
L'arène est construite et inaugurée le 21 octobre 2006 (pour un coût total de 47 millions $). Le premier événement sportif à s'y dérouler se tient 6 jours plus tard lors d'un match de hockey sur glace entre les locaux des New Mexico Scorpions et les Sundogs Arizona (défaite des locaux 3-1).
En avril 2009, la ville de Rio Rancho délègue l'administration de la salle à Global Spectrum, société spécialisée dans les équipements et événements sportifs.
La salle est également connue pour avoir servie d'enceinte à domicile aux hockeyeurs des New Mexico Mustangs (de la North American Hockey League) et des New Mexico Scorpions (de la Central Hockey League), aux footballeurs américains des New Mexico Stars (de l'Indoor Football League/Lone Star Football League) et des New Mexico Wildcats (de l'American Indoor Football Association), ainsi qu'aux basketteurs des New Mexico Thunderbirds (de la NBA Development League).
La salle a également accueilli des matchs de catch de la World Wrestling Entertainment.
Le président américain Donald Trump tient un meeting de campagne au Rio Rancho Events Center le 16 septembre 2019.
L'arène est controversée depuis sa construction, compte tenu de sa faible fréquentation et de son incapacité à réaliser des bénéfices, malgré les affirmations contraires de Global Spectrum qui gère les lieux.

## Événements
- 2019 : Meeting de campagne du président Donald Trump.